# Epilachnini

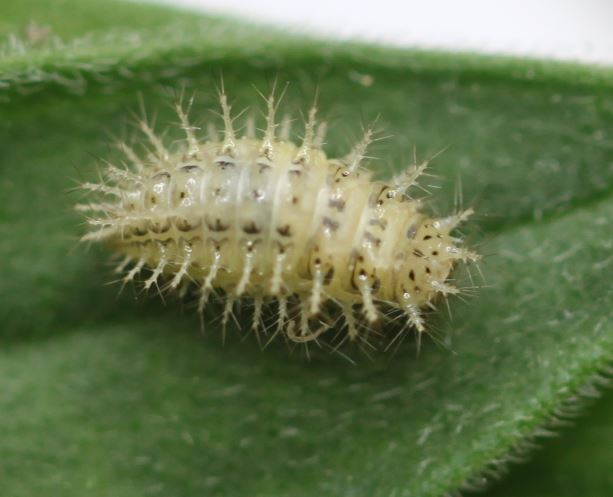
Subcoccinella vigintiquatuorpunctata, larva

Epilachnini es una tribu de coleópteros polífagos de la familia Coccinellidae.

## Géneros
Se reconocen los siguientes géneros:
- Adira Gordon y Almeida, 1986[3]
- Afidenta Gordon y Massutti de Almeida, 1986[3]
- Afidentula Dieke, 1947[3]
- Afilachna Bielawski, 1966[3]
- Afissa Dieke, 1947[3]
- Afissula Kapur, 1958[3]
- Afrocleta
- Chazeauiana Tomaszewska y Szawaryn, 2015[3]
- Chnootriba Chevrolat, 1836[3]
- Cynegetis
- Damatula
- Diekeana Tomaszewska y Szawaryn, 2015[3]
- Epilachna Chevrolat in Dejean, 1837[4]
- Epiverta
- Eremochilus
- Figura
- Henosepilachna Li y Cook, 1961[3]
- Lorma
- Macrolasia Weise, 1903[3]
- Mada
- Malata
- Megatela
- Merma Weise, 1898[3]
- Papuaepilachna Tomaszewska y Szawaryn, 2013[5]
- Pseudodira
- Solanophila
- Subafissa
- Subcoccinella[3]
- Toxotoma Weise, 1899[4][3]
- Tropha
- Uniparodentata